# 채드 린드버그
채드 린드버그(Chad Lindberg, 1976년 11월 1일 ~ )는 미국의 배우이다.

## 출연 작품
- 패스트 & 퓨리어스